# Dayanbei (sockenhuvudort i Kina, Shanxi Sheng, lat 39,16, long 112,02)
Dayanbei är en sockenhuvudort i Kina. Den ligger i provinsen Shanxi, i den norra delen av landet, omkring 150 kilometer norr om provinshuvudstaden Taiyuan. Antalet invånare är 5 189. Befolkningen består av 2 415 kvinnor och 2 774 män. Barn under 15 år utgör 10,0 %, vuxna 15-64 år 78 %, och äldre över 65 år 10,0 %.
Runt Dayanbei är det ganska tätbefolkat, med 72 invånare per kvadratkilometer. Närmaste större samhälle är Donghu, 10,4 km sydost om Dayanbei. Trakten runt Dayanbei består i huvudsak av gräsmarker.
Genomsnittlig årsnederbörd är 620 millimeter. Den regnigaste månaden är juli, med i genomsnitt 184 mm nederbörd, och den torraste är december, med 3 mm nederbörd.